# Эксон Валдиз
Oriental Nicety, бывший Exxon Valdez («Эксон Валдиз»), также носил названия Exxon Mediterranean, SeaRiver Mediterranean, S/R Mediterranean, Mediterranean и Dong Fang Ocean — нефтяной танкер, получивший известность после аварии в проливе принца Уильяма, которая привела к утечке десятков тысяч кубометров сырой нефти, загрязнившей воды и побережье Аляски.
Танкер длиной 301 м, шириной 50 м и осадкой 26 м, массой в пустом состоянии 30 000 тонн, приводится в движение 23-мегаваттным дизельным двигателем. Судно может перевозить 235 тыс. кубометров (1,48 млн баррелей) нефти на скорости 30 км/ч (16,25 узла). Корпус однослойный. Танкер построен в Сан-Диего (Калифорния) компанией National Steel and Shipbuilding Company. Доставлен компании Эксон в декабре 1986 года. Ко времени аварии на Аляске он считался сравнительно новым танкером.

## Авария
24 марта 1989 года танкер, принадлежавший бывшей Exxon Shipping Company, ведомый капитаном Джозефом Хейзлвудом, направлялся в Лонг-Бич (Калифорния) и налетел на Блайт-риф, что привело ко второй из крупнейших по масштабу утечек нефти в истории США. Из танкера вытекло, по различным оценкам, от 40,9 тыс. до 120 тыс. кубометров (10,8 млн — 32 млн американских галлонов), или от 257 тыс. до 750 тыс. баррелей нефти. В 1989 году утечка нефти из корпуса Exxon Valdez была поставлена на 54-е место в списке крупнейших утечек нефти в истории.
Ко времени аварии танкер Exxon Valdez был задействован при доставке сырой нефти от терминала Трансаляскинского трубопровода в Валдизе (Аляска) в континентальные штаты. К моменту аварии в танкере находилось около 201 тыс. кубометров (53,1 млн галлонов) нефти.
Иск был предъявлен от лица 38 тыс. истцов. В 1994 году суд обязал компанию выплатить 287 млн долларов США в качестве компенсации ущерба и 5 млрд долларов в качестве штрафных выплат. Компания Exxon обжаловала решение, и Апелляционный суд 9-го округа снизил штрафные выплаты до 2,5 млрд долларов. Затем Эксон обжаловал приговор в Верховном суде, который в июне 2008 года снизил штрафные выплаты до 507,5 млн долларов. 27 августа 2008 года компания Exxon Mobil согласилась выплатить сумму в 75 % от штрафа в 507,5 млн долларов за ущерб от разлития нефти у побережья Аляски. В июне 2009 года Федеральный суд обязал компанию выплатить 480 млн долларов дополнительно в качестве процентов за просроченные штрафные выплаты.
По состоянию на 2010 год приблизительно 98 кубометров сырой нефти, вылившейся из танкера Valdez, всё ещё загрязняют песок и почву Аляски.

## Последующая служба
После утечки нефти танкер был отбуксирован в Сан-Диего, прибыл туда 10 июня 1989 года, ремонтные работы начались 30 июня 1989 года. В июле было заменено около 1600 тонн стальных конструкций, стоимость ремонта составила 30 млн долларов. Конструкция однослойного корпуса осталась неизменной.
После ремонта Exxon Valdez был переименован сначала в Exxon Mediterranean, затем в SeaRiver Mediterranean (в начале 1990-х годов) так как компания Exxon передала свой судовой бизнес новой дочерней компании River Maritime Inc. Имя впоследствии было сокращено до S/R Mediterranean, а в 2005 году до просто Mediterranean. Хотя компания Exxon пыталась незамедлительно вернуть судно в состав североамериканского флота, согласно постановлению, судну запрещалось входить в пролив Принца Уильяма. Судно служило в Европе, на Среднем Востоке и в Азии. В 2002 году судно снова было отстранено от службы. В 2005 году оно начало ходить под «удобным» флагом Маршалловых Островов. С 2005 года, согласно правилам Европейского союза, судам с одинарным корпусом (таким, как Valdez) был запрещён заход в европейские порты. В начале 2008 года компания SeaRiver Maritime (дочерняя компания ExxonMobil) продала судно Mediterranean гонконгской компании Hong Kong Bloom Shipping Ltd, переименовавшей судно в Dong Fang Ocean и зарегистрировавшей его в Панаме. В 2008 году судно переоборудовали из нефтяного танкера в рудовоз.
29 ноября 2010 года судно Dong Fang Ocean столкнулось в Южно-Китайском море с грузовым судном Aali, шедшим под флагом Мальты. Оба корабля серьёзно пострадали в ходе инцидента, судно Aali было отбуксировано в Вэйхай, а Dong Fang Ocean был отбуксирован в Лонгян в провинции Шаньдун.
В марте 2012 судно Dong Fang Ocean было приобретено корпорацией Global Marketing Systems на металлолом за 16 млн американских долларов и отправлено своим ходом в пункт утилизации кораблей в Сингапуре. Судно перекупил другой торговец металлоломом Priya Blue Industries, и в итоге оно направилось в Аланг (Индия), будучи переименованным в Oriental Nicety. В мае 2012 года суд наложил запрет на вытаскивание судна на берег, после того как было доказано, что это нарушает Базельскую конвенцию.
30 июля 2012 года Верховный суд Индии разрешил владельцам судна Oriental Nicety вытащить его на побережье штата Гуджарат для разборки на металл. 2 августа 2012 года судно вытащили на берег у Аланга.

## Факты
Судно с таким названием участвует в фильме «Водный мир» 1995 года. В фильме есть также фото капитана Джозефа Хейзлвуда.
В компьютерной игре «Duke Nukem 3D: Atomic Edition» присутствует эпизод, действия которого происходят на судне с названием «Valdez II»
В компьютерной игре «Fallout 2» танкер в 2241 году по-прежнему пришвартован в Сан-Франциско.